# 2'-O-甲基鸟苷
2'-O-甲基鸟苷（2'-O-Methylguanosine，簡稱2′-O-MG或Gm，分子式C
11H
15N
5O
5）是鸟嘌呤与2-O-甲基-β-D-核糖形成的糖苷，是2'-O-甲基化转录后修饰产物之一，存在于tRNA、rRNA、mRNA和snRNA中。

釀酒酵母甲硫氨酸的tRNA[2]，Gm位于9号位
釀酒酵母苯丙氨酸的tRNA[3]，Gm位于反密码子（34号位）上